# Cantonul 10
Cantonul Herțeg-Bosnia este una dintre cele 10  unități administrativ-teritoriale de gradul I  ale statului  Bosnia și Herțegovina (Federația Bosniei și Herțegovinei). Are o populație de 90.000 locuitori. Reședința sa este orașul Livno.

## Subdiviziuni administrative

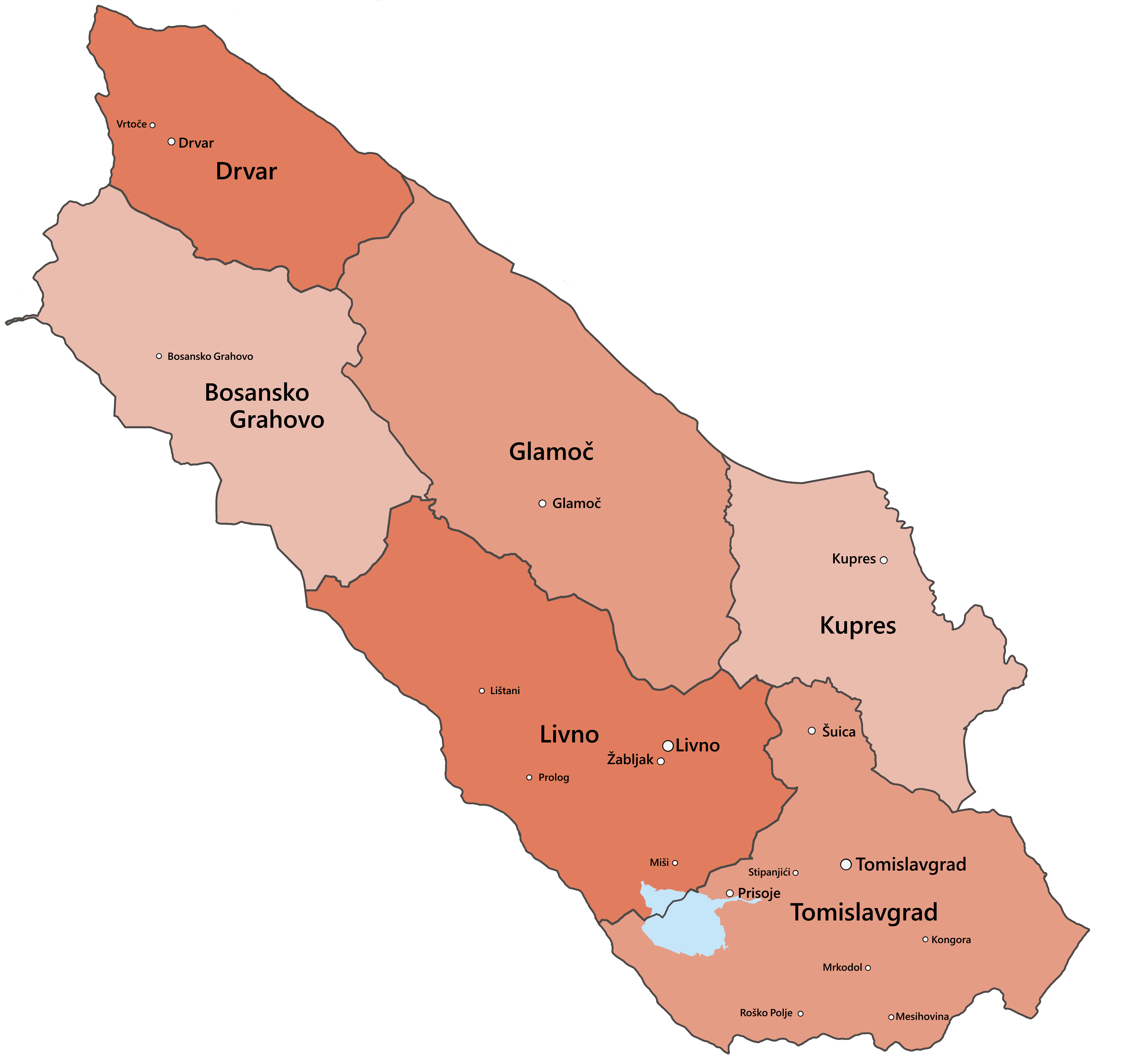
Comunele din Cantonul 10

Cantonul 10 este format din 6 comune: Drvar, Bosansko Grahovo, Glamoč, Kupres, Livno și Tomislavgrad.
| Stema | Comuna           | Populația | Suprafața(km2) |
| ----- | ---------------- | --------- | -------------- |
|       | Bosansko Grahovo | 3.091     | 780            |
|       | Drvar            | 7.506     | 589,3          |
|       | Glamoč           | 4.038     | 1033,6         |
|       | Kupres           | 5.573     | 569,8          |
|       | Livno            | 37.487    | 994            |
|       | Tomislavgrad     | 33.032    | 967,4          |